# Оловянная
Оловя́нная — посёлок городского типа, административный центр Оловяннинского района в Забайкальском крае.
Находится на пересечении реки Онон и Южного хода Забайкальской железной дороги, а также федеральной трассы А350 Чита—Забайкальск.
В связи со сложным рельефом местности, посёлок разбросан, не имеет правильной планировки и находится в котловине между сопок. С высоты окружающих посёлок возвышенностей открывается панорама излучины Онона.
Население — 7646 чел. (2021).

## История
В 1811 году, недалеко от нынешнего посёлка, было открыто первое в России месторождение олова.
Однако, свою историю посёлок ведёт с 1897 года, когда был заложен разъезд Соцол в устье одноимённой речки. Разъезд предназначался для строительства железнодорожного моста через Онон. Станция была названа «Онон-Китайская», переименована в Оловянную 12 октября 1901 го — по имени Оловорудника, расположенного поблизости. На станции было построено крупное паровозное депо. Благодаря выгодному месторасположению, посёлок быстро рос и развивался.
В годы Гражданской войны в районе станции велись ожесточённые бои. Мост через Онон был взорван Красной Армией при отступлении. Впоследствии мост был восстановлен, но уже не имел прежних кружевных металлических форм и прежнего великолепного архитектурного решения.
В 1926 году посёлок становится центром Оловяннинского района, а в 1929 году Оловянной присвоен статус посёлка городского типа.
После Великой Отечественной войны значение станции падает, главной станцией на направлении Карымская — Забайкальск становится Борзя. Однако, большими темпами развивалась промышленность посёлка: в помещениях бывшего паровозного депо был открыт Забайкальский завод подъёмно-транспортного оборудования, выпускающий подвесные краны; построен Известковый завод, кирпичный завод. Важное значение имела пищевая промышленность, ориентированная на переработку сельхозпродукции района: маслозавод, мясокомбинат, карамельный завод, хлебозавод. Добыча олова поблизости от Оловянной (ныне село Оловорудник) велась до 40-х годов, однако по причине выработки месторождения рудник был закрыт.
90-е годы сильно отразились на жизни посёлка: многие предприятия были закрыты, часть районных организаций были переведены в соседний Ясногорск.

## Население
| 1959   | 1970    | 1979    | 1989    | 2002  | 2009  | 2010  |
| ------ | ------- | ------- | ------- | ----- | ----- | ----- |
| 13 828 | ↘10 468 | ↘10 376 | ↗11 859 | ↘8621 | ↘7619 | ↗8406 |
| 2011   | 2012    | 2013    | 2014    | 2015  | 2016  | 2017  |
| ↗8408  | ↘8251   | ↘8110   | ↘7951   | ↘7755 | ↘7598 | ↘7472 |
| 2018   | 2019    | 2020    | 2021    |       |       |       |
| ↘7355  | ↘7280   | ↘7182   | ↗7646   |       |       |       |

## Промышленность
- Забайкальский завод подъёмно-транспортного оборудования. В 70-80-е годы являлся единственным производителем подвесных кранов в СССР, изготавливал до 9 тыс. шт кранов в год, поставлял продукцию в 12 стран мира. На сегодняшний день завод законсервирован. Завода фактически нет.
- Оловяннинский известковый завод. Разрабатывалось два месторождения белой извести: дальнее — военным ведомством, а на ближнем был построен современный завод. Завод не работает, подъездной путь официально разобран, фактически в наличии. По непроверенным данным, также продан. Предприятия пищевой промышленности закрылись в 90-е годы.

## Образование
В посёлке есть две школы: районная и железнодорожная. Многие выпускники Оловяннинской музыкальной школы сейчас представляют Забайкальский край на международных фестивалях.

## Культура
На центральной площади посёлка установлен памятник танку ВОВ ИС-3 и памятник МиГ-19.
Музей возле ЖД школы, созданный одним из жителей посёлка Яковом Золотухиным, имеет Паровоз, установленный возле Подменного пункта ЖД.
В 2009 году был установлен памятник героям ВОВ.

## Известные уроженцы
- Гурулёв, Станислав Андреевич (1928—2017) — геолог, краевед, топонимист.
- Козлов, Василий Васильевич (род. 1947) — российский поэт, главный редактор журнала «Сибирь».
- Коржинек, Леонид Геннадьевич (род. 1957) — прокурор Краснодарского края, заместитель Генерального прокурора Российской Федерации.
- Кудрявцев, Алексей Прокопьевич (1922—1998) — кавалер ордена Славы трёх степеней[21].
- Михайлов Александр Яковлевич (род. 1944) — советский и российский актёр театра и кино.
- Перов, Дмитрий Михайлович (1915—1986) — Герой Советского Союза.
- Фадеев, Григорий Васильевич (1915—1968) — Герой Социалистического Труда.
- Шавров, Николай Павлович (1884—1938) — советский фармаколог, основатель кафедр фармакологии в Иркутском и Новосибирском медицинских институтах.

## Топографические карты
- Лист карты M-50-VIII Оловянная. Масштаб: 1 : 200 000. Состояние местности на 1979—82 год. Издание 1985 г.